# Boborul
Boborul este o nuvelă scrisă de Ion Luca Caragiale. A fost publicată la 21 noiembrie 1896 în Epoca literară, supliment al ziarului Epoca care a fost condus de Caragiale în 1896.
În Boborul este surprins momentul « revoluției » antidinastice din Ploiești din anul 1870, la care Caragiale a luat parte. Ștefan Bănulescu a afirmat : « Schița Boborul e scrisă pe scurt, la modul “serios”, de însuși Stan Popescu (eroul schiței), într-un fel de Memorii, descoperite anul acesta de profesorul N. I. Simache, directorul Muzeului de Istorie din Ploiești. » Stan Popescu își povestește viața în stil de proces verbal. Biografia lui este interesantă : ajunge șef al poliției din Ploiești, este demis de conservatori, iar la o adunare în scop electoral este « umflat » de oamenii noului prefect. Acest pasaj din Memorii despre alegeri sună a variantă de Scrisoare pierdută. Stan Popescu a făcut o călătorie în Italia de unde a adus un Discorso del generale Garibaldi in Sicilia, tipărit la Torino în 1862. Foaia volantă cu discursul garibaldian, a fost găsită de N. I. Simache alături de Memorii și de o fotografie cu Stan, la pensionarul ploieștean Vasile Nicolescu.

## Personaje
- Autorul însuși, ca cetățean al noii republici este cel care relatează evenimentele.
- Prezidentul întruchipează pe Alexandru Candiano-Popescu cel care a condus mișcarea antidinastică numită și « tulburarea de la Ploiești ».
- Stan Popescu, simpaticul și bravul polițist este unul dintre conspiratori, un frate pasionat al poporului, câștigător al partidei la chilometru, cel care devine șef al poliției tinerei republici. Garabet Ibrăileanu scria despre personajul Stan Popescu în Scriitori români și străini : Pe marginea lui Conu’ Leonida față cu reacțiunea :

« “Galibardi” este revoluționarismul ieftin al gloatei patruzecioptiste (în Boborul e un tip care a luat lucrul mai în serios și a făcut parte din cei o mie ai lui Garibaldi). »
- Poporul, personaj colectiv, despre care Caragiale afirmă în Moftul în fața opiniei publice :[2]

« nu de popor, vai de capul lui ! rîd destul atîția de el ! ci de poppor, ba cîteodată de bobbor, cînd e rromânul supărat și răgușit de supărare. »
- Conspiratorii, personaj colectiv care așteaptă ceasul acțiunii la otel Moldova.
- Reacțiunea este cea care a sosit cu trenul de la București, pentru a începe vânătoarea de republicani condusă de Maiorul Gorjan.

## Adaptare
În 2004 a apărut un desen animat numit Boborul. Autorul filmului este unul dintre artiștii din generația de mijloc, care a avut creații și în cadrul Animafilm : Radu Igazsag care, de altfel, semnează și scenariul. După ne sugerează titlul, el se inspiră din proza marelui Caragiale, rememorând cele 15 ore ale Republicii de la Ploiești din 1870. De fapt, filmul este o combinație între jocul de actori și animație. În rolul lui nenea Iancu, joacă Victor Rebengiuc. Filmul lui Radu Igazsag (produs de Fundația Arte Vizuale și finanțat de Centrul Național al Cinematografiei) durează 9 minute.
Apărut în 2016 la Polirom, romanul Republica, semnat de scriitorul Bogdan Suceavă se inspiră și el, în mod manifest, de Boborul.